# Septembrie 2008
Acest articol este generat integral pe baza informațiilor din articolul 2008 și este actualizat periodic de un robot.
 Editările făcute în articol vor fi șterse la următoarea actualizare! Dacă doriți să faceți modificări, editați articolul-sursă.

ianuarie -
februarie -
martie -
aprilie -
mai -
iunie -
iulie -
august -
septembrie -
octombrie -
noiembrie -
decembrie
Septembrie 2008 a fost a noua lună a anului și a început într-o zi de luni.

## Evenimente

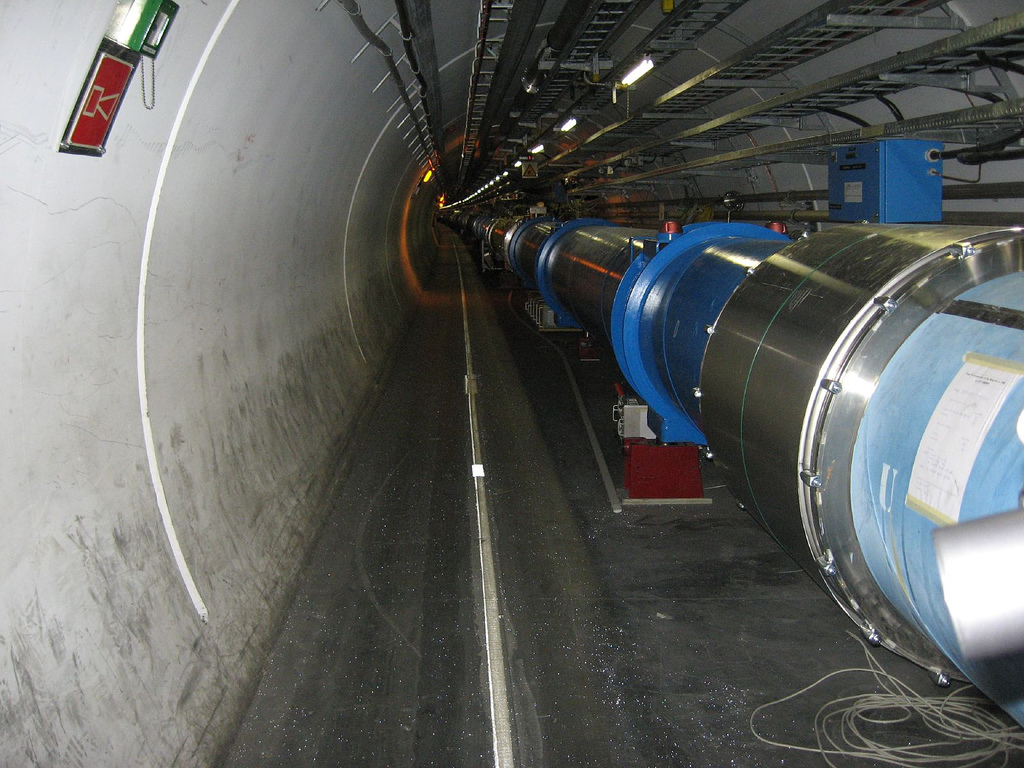
Organizația Europeană pentru Cercetări Nucleare (CERN) pune în funcțiune Large Hadron Collider (LHC), un accelerator de particule gigantic, destinat descoperirii secretelor creării Universului.

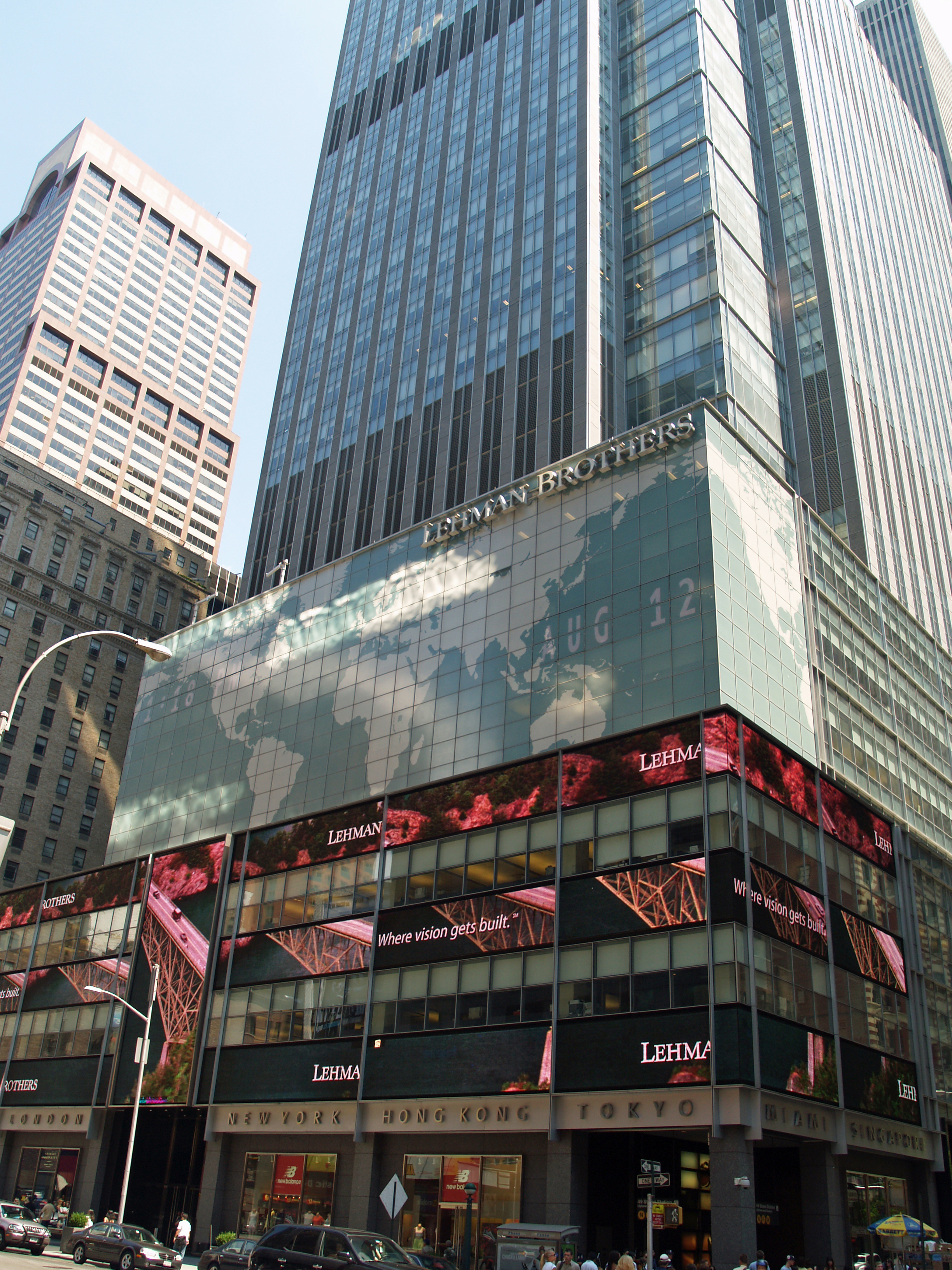
Începutul crizei financiare mondiale.

- 6 -14 septembrie: A 13-a ediție a turneului de tenis Open România.
- 7 septembrie: Criza globală financiară: într-una din cele mai mari intervenții bancare din istoria SUA, companiile ipotecare Fannie Mae și Freddie Mac sunt plasate sub tutela regulatorului Federal Housing Finance Agency.[1]
- 10 septembrie: Organizația Europeană pentru Cercetări Nucleare (CERN) pune în funcțiune Large Hadron Collider (LHC), un accelerator de particule gigantic, destinat descoperirii secretelor creării Universului.
- 15 septembrie: Criza globală financiară: Ce-a de-a patra banca americană de investiții, Lehman Brothers, intră în faliment în urma crizei de pe piața creditelor.[2]
- 15 septembrie: Încep înscrierile pentru competiția românească de blogging creativ SuperBlog 2008, eveniment online care va oferi 10.000 de dolari autorului celui mai bun articol de blog.
- 16 septembrie: Criza globală financiară: Guvernul SUA - prin Rezervele Federale - acordă un împrumut de 85 de miliarde de dolari băncii americane de investiții AIG urmând să primească, în schimb, un pachet de 79,9% din acțiunile companiei.[3]
- 17 septembrie: Uniunea astronomică internațională a clasificat Haumea ca fiind cea de-a cincea planetă pitică a sistemului solar[4].
- 20 septembrie: Gigantul accelerator de particule al Organizației Europene pentru Cercetare Nucleară (CERN) a fost oprit pentru următoarele două luni, din cauza unei scurgeri de heliu.[5]
- 25 septembrie: Shenzhou 7, al treilea zbor spațial chinez cu echipaj uman, a fost lansat cu succes.
- 25 septembrie: Kgalema Motlanthe este ales președinte de Adunarea națională din Africa de Sud; el îi succede lui Thabo Mbeki.
- 25 septembrie: Criza globală financiară: Washington Mutual, cea mai mare bancă de economii și creditare din SUA, este închisă de guvernul SUA.[6]

## Nașteri
Mia Talerico (Mia Kaitkyn Talerico Beck), actriță americană

## Decese
- 1 septembrie: Sorin Gheorghiu, 68 ani, actor român de film, teatru și TV (n. 1939)
- 1 septembrie: Jerry Reed, 71 ani, cântăreț de muzică country, chitarist, compozitor și actor american (n. 1937)
- 1 septembrie: Ruxandra Sireteanu (Ruxandra Sireteanu-Constantinescu), 62 ani, biofiziciană germană născută în România (n. 1945)
- 3 septembrie: Joan Segarra (n. Joan Segarra Iracheta), 80 ani, fotbalist spaniol (n. 1927)
- 4 septembrie: Gaby Michailescu (n. Gabriel Michăilescu), 97 ani, jurnalist român (n. 1910)
- 4 septembrie: Marius Mircu (n. Israel Marcus), 99 ani, scriitor român de etnie evreiască (n. 1909)
- 6 septembrie: Anita Page (n. Anita Evelyn Pomares), 98 ani, actriță americană (n. 1910)
- 7 septembrie: Ilarion Ciobanu, 76 ani, rugbist și actor de film român (n. 1931)
- 7 septembrie: Vintilă Ivănceanu, 67 ani, scriitor român (n. 1940)
- 8 septembrie: Ahn Jae Hwan, 36 ani, actor sud-coreean (n. 1972)
- 8 septembrie: Ahn Jae-hwan, actor sud-coreean (n. 1972)
- 9 septembrie: Michael Kilby, 84 ani, om politic britanic (n. 1924)
- 12 septembrie: Tomislav Ladan, 75 ani, scriitor croat (n. 1932)
- 14 septembrie: Ștefan Iordache, 67 ani, actor român (n. 1941)
- 14 septembrie: Keiko McDonald, 68 ani, orientalistă americană, specializată în cultura japoneză (n. 1940)
- 15 septembrie: Richard Wright (Richard William Wright), 65 ani, muzician, pianist britanic (Pink Floyd), (n. 1943)
- 16 septembrie: Dan Horia Mazilu, 65 ani, profesor universitar, critic literar, estetician și istoric literar român (n. 1943)
- 16 septembrie: Doru Pruteanu, 50 ani, autor român (n. 1955)
- 16 septembrie: Amália Szőke, 79 ani, traducătoare română (n. 1929)
- 18 septembrie: Florestano Vancini, 82 ani, regizor de film și scenarist italian (n. 1926)
- 20 septembrie: Corrado Balducci, 85 ani, teolog italian (n. 1923)
- 20 septembrie: Wilhelm Heidel, 92 ani, handbalist român (n. 1916)
- 20 septembrie: Paul Howell, 57 ani, politician britanic (n. 1951)
- 22 septembrie: Prințul Mihail Feodorovici Romanoff al Rusiei, 84 ani (n. 1924)
- 25 septembrie: Horațiu Rădulescu, 66 ani, compozitor român (n. 1942)
- 26 septembrie: Paul Newman (Paul Leonard Newman), 83 ani, actor american (n. 1925)